# Carlos Luis Revete
Carlos Luis Revette (Caracas; 1 de febrero de 1978– Las Tejerías; 8 de febrero de 2022), más conocido por su alias «El Koki», fue un criminal y pran venezolano, líder de la megabanda criminal que controlaba el sector la Cota 905 de Caracas y uno de los criminales más buscados en el país, acusado de delitos como robo, homicidio y narcotráfico. En 2021 estuvo involucrado en los enfrentamientos en la Cota 905, donde para el 11 de julio habían causado al menos 26 muertos y 38 heridos.

## Biografía
Carlos Luis Revete nació el 1 de febrero de 1978 en Venezuela y creció en los barrios populares de Caracas. Su familia era originaria de Colombia del Norte de Santander, altamente vinculada al paramilitarismo. Su padre Luis Jairo Revete Chacoa emigró de la ciudad de Cúcuta a Venezuela, cuando tenía entre 16 y 17 años se instaló en la Cota 905 como comerciante, siendo propietario de bodegas, licorerías, y restaurantes en el lugar y sus adyacentes en el año 1995.[cita requerida]
Revete tuvo una relación amorosa con una mujer llamada Yaneimy Yenibett Suárez Coronado con quien tuvo una hija. Durante los enfrentamientos en la cota 905 los cuerpos de seguridad capturaron a Yaneimy junto a su hija. Según información preliminar, ella era la que cobraba los secuestros realizados por la banda de Revete, pero los familiares desmintieron la información publicada por la policía revelando que ya ambos no tenían ninguna relación sentimental y que estaban separados desde hace ya muchos años.

### Carrera delictiva
En 2013, fue acusado de haber asesinado a Greiber Danilo Alonso Lucas en el sector Los Alpes como respuesta a una foto que se publicó en las redes sociales junto a un enemigo del hampa y comenzó a ser buscado por las autoridades venezolanas. Se reportó que durante ese tiempo pertenecía a una banda callejera llamada Los Chiches.
En 2015, empezó a ganar notoriedad en el mundo delictivo luego de la muerte de Jesús Alberto Ramos Caldero alias el Chavo a manos del CICPC, quien fue jefe de la banda delictiva a la que pertenecía en ese entonces, Revete le sucedió después de su muerte, tomando el control de la pandilla y continuó con la misión de unificar a las demás bandas de la zona que propuso Ramos, fundó alianzas con los pranes Carlos Calderón Martínez alias «el Vampi», Garbis Ochoa Ruiz alias «el Galvis» y José Leonardo Polanco alias «el Loco Leo».
La Cota 905 perteneció desde 2016 a las llamadas zonas de paz, sectores delimitados en donde los cuerpos policiales y las bandas criminales llegaron a una tregua donde ningún efectivo policial podía ingresar a cambio de que se detuviera la violencia en los sectores. Esta tregua se rompió en julio de 2017 tras la Operación de Liberación del Pueblo (OLP). Se ha teorizado que para cuando ocurrieron los hechos, El Koki se había refugiado en una prisión y que el operativo de la OLP era en contra de sus rivales. En ese mismo año la funcionaria oficialista Delcy Rodríguez visitó el sector, y según información del portal web InSight Crime, la dirigente se reunió con El Koki. Se ha reportado que llegaron a un acuerdo donde se reactivaría el programa zonas de paz, logrando la retirada de las fuerzas de seguridad.
La banda del Koki contaba con un alto poder de fuego, armas de guerra como una Bazuca y un Fusil barret, usaban tácticas paramilitares y operaban drones para monitorear y vigilar el territorio que controlaban, dominando los negocios de narcotráfico y cobraba impuestos a los comerciantes. No solo controlaba el crimen, si no también ofrecían ayudas a la comunidad, entregaban alimentos a las personas necesitadas, ayudan a pagar las medicinas e incluso funerales de familias de la zona, abastecía a los equipos deportivos, repartía juguetes y colocaba castillos inflables para los niños y protegían a los vecinos de bandas enemigas, por esto contaba con el apoyo y la defensa de varios habitantes de la Cota 905.
Su banda ofrecía una justicia de manera brutal; los ladrones que eran atrapados robando en los territorios que controlan recibían un disparo en la mano. Los abusadores domésticos recibían una advertencia, los reincidentes son tiroteados y los pandilleros que trataban de abandonar la delincuencia eran perseguidos como traidores, según testimonios de habitantes. Revete organizaba fiestas en la cota 905 junto con otros líderes de su banda. contando con la participación de celebridades, entre ellos el cantante de salsa y pastor evangélico Álex D' Castro y dj's nacionales e internacionales como el Dj Carlitos Bronco, se han filtrado vídeos en redes sociales donde se le puede ver bailando y disfrutando de las celebraciones.

### Enfrentamientos en la cota 905
Los enfrentamientos entre la banda de el Koki, el Vampi, el Galvis y los cuerpos policiales volvieron en 2021 en la Cota 905, cuando El Koki volvió a recibir cobertura medios de comunicación en Venezuela y en redes sociales. Para el 11 de julio los enfrentamientos habían causado al menos 26 muertos y 38 heridos. El gobierno de Nicolás Maduro ha ofrecido una recompensa de 1,7 millones de dólares por quien dé información de los principales líderes de la banda ofreciendo 500 mil dólares por tres de ellos, alias "el Koki" Carlos calderón Martínez, alias "el Vampi" y Garbis Ochoa Ruiz, alias "El Galvis".

## Escape a Colombia
El director de la policía de Cúcuta, Óscar Moreno, confirmó que el Koki se encontraba en Colombia junto con su aliado el Vampi y que escapó de Venezuela con ayuda de un criminal conocido en el mundo hamponil como «el Salino», que negoció la entrada del Koki a través de la frontera colombo-venezolana; se ofreció una recompensa a los ciudadanos de Cúcuta que aporten información para ubicarlo y capturarlo. Desde su refugio con ayuda de el Salino movió su dinero que estaba en la cota 905 hacia la ciudad de Cúcuta a través del lavado de dinero.

## Muerte
El 8 de febrero del año 2022, fue abatido por manos de la Brigada de Acciones Especiales del CICPC , en el sector La Arenera de Las Tejerías, en el estado Aragua, población en la cual había habido enfrentamientos entre las autoridades y delincuentes. Su cadáver fue fuertemente custodiado por miembros de la PNB en las afueras de la Morgue de Bello Monte.

## Enlaces externo
- Policía venezolana mata a El Koki, el delincuente más buscado y peligroso de Caracas 9/02/2022